# Hearst Tower (Charlotte)
Hearst Tower – wieżowiec w Charlotte, w stanie Karolina Północna, w Stanach Zjednoczonych, o wysokości 201 m. Budynek został otwarty w 2002, posiada 47 kondygnacji.